# 前方後圓墳

前方後圓墳

前方後圓墳（日语：／ Zenpōkōenfun）是日本古墳的一種建築模式，顧名思義就是由呈方形的前方部分（前方部）以及呈圓形的後圓部分（後円部）所組成，連接兩者之間的部分稱為中間細部（くびれ部），俯瞰時就如鑰匙孔一樣，故在英語中又稱作鑰匙孔形塚（Keyhole shaped mounds），在韓語中則由於形似長鼓而又稱為長鼓墳（／），與圓墳同樣屬於在古墳時代較早出現的古墳形態，而一般的大型古墳均是前方後圓墳，以畿内為中心廣泛分佈於本州、四國和九州，其中日本最大的前方後圓墳是墳丘全長達525米的大仙陵古墳。
除了日本以外，形態上與前方後圓墳接近的還有在大韓民國的前方後圓形墳以及位於朝鮮民主主義人民共和國的雲坪里古墳群和慈城松巖里古墳群的前方後圓墳型積石塚，此外韓國的考古學家姜仁求認為位於慶尚南道的固城松鶴洞古墳群內的松鶴洞1號墳（舞妓山古墳）是前方後圓墳。

## 語源
- 轀輬車
- 銅車馬

前方後圓墳最初並沒有特定的名稱，而是由當時的民眾以身邊的物品來命名，因此又有車塚、銚子塚、茶臼山、瓢簞山、瓢塚和二子山等稱呼，車塚是指古墳的前方部分和後圆部分就像車一樣而得名，銚子塚則可是源於從側面看的時候就像橫放的銚子有一半埋在泥土內而得名，茶臼山則是由於兩層或三層的後圓部分看起來像茶臼而得名，又有茶臼塚和臼塚等稱呼，瓢塚又稱瓢形墳，是指前方後圓墳的形態就像葫蘆的一半埋在泥土內（瓢簞）而得名，二子山又稱作二子塚和雙子塚等，是指前方部分和後圓部分高度相差不大的前方後圓墳，以此為稱呼的前方後圓墳大多集中於關東地方。
前方後圓墳的說法見於文化5年（1808年）成書，由蒲生君平撰寫的《山陵志》，其中記載道：「就如宮車一樣前方後圓，高三層並且由周壕所包圍」（必象宮車。而使前方後圓。為壇三成。且環以溝。），將前方後圓墳視為宮車，並且將後圓部分比喻成車蓋，前方部分則是轅。此外，奈良縣立橿原考古學研究所主任研究員東影悠認為後圓部分是牛車載人的部分，前方部分則是牛拉車的部分，栃木縣埋藏文化中心的篠原祐一則將宮車視作銅車馬或轀輬車般的靈車。明治後期開始，前方後圓墳作為學術用語沿用下來。

## 起源
前方後圓墳的起源存在多項說法。首先是模仿物品說法，除了在明治時已經不獲採用的宮車說法外，島田貞彥和原田大六則認為是模仿了寬口壺土器，後圓部分為壺，前方部分則是寬闊的壺口。另外，還有提出盾牌說法的濱田耕作。兩者均遭到森浩一批評，他認為寬口壺土器均與早期的前方後圓墳的形態差距甚遠，而實際上早期古墳出土的盾牌上方為微弱的弧，下方則成一直線，這與前方後圓墳的形狀也不同，而且由於盾是平面，因此亦無法解釋後圓部分拱起的原因，濱田後來也自行撤回這項說法。此外，原口淑人亦提出模仿住宅的說法，認為墳墓作為死後的住居是不同文化裡的共通理念，並且將玄室比擬成主要部分，通過羨道和副室來重現生前住居的樣貌。茂木雅博認為前方後圓墳起源於模仿物品的說法並不妥當，重松明久也認為與前方後圓墳相似物品極多，這只不過是一種說法而已:18-33:88-94。
- 出雲大社的參道
- 天王塚古墳（日语：天王塚古墳 (和歌山市)）的羨道（日语：羨道）

其次是前方部分祭壇說法，威廉·戈蘭德早在1897年便認為前方部分是祭壇，這是因為前方後圓墳的墓室都在後圓部分，前方部分則沒有，而且前方部分的表面部分不時出土祭祀用具的碎片。梅原末治和森本六爾也贊同這項說法，並且認為中間細部出土的屋型埴輪讓人聯想到祠堂。喜田貞吉則認為前方部分是讓奉幣使在其上方作宣命之用的地方，濱田耕作也提到這一點，指出江戶時代已經有人將前方部分命名為宣命場，反映該處具備祭壇的功能。小林行雄也認為前方部分比較是接近祭壇:18-33:88-94。
另一方面，支持此說法後藤守一亦提到由於前方部分沒有土師器和須惠器等祭祀器具，所以無法證實此觀點。與此同時，高橋健自認為前方部分也有陪葬的情況，不應視為祭壇，並且主張前方部分與後圓部分就如神社的本殿與鳥居之間的參道一樣，通過展現這種深入結構來帶出莊嚴的感覺，因此前方部分應視為玄關。重松明久在1978年的著書稱前方部分為祭壇是目前最有力的說法:18-33:88-94。
其三是大陸起源說法，森本六爾在1926年提出前方後圓墳是模仿了中國大陸的墳墓。西嶋定生則主張卑彌呼在神功皇后攝政39年（239年）獲魏明帝冊封為親魏倭王，成為中華朝貢體系的一員，故有需要興建符合其身份的墳墓，其中方圓來自於祭天的圜丘以及祭地的方丘，同時期魏武帝也配祀於圜丘，武宣卞皇后則配祀於方丘，前方後圓墳的情況則是大王與天神地衹一同配祀，因此建造前方後圓墳除了能夠在內外展現權威外，也彌補了大和王權缺少圜丘、方丘以至宗廟和社稷的祭祀機能，及至後來演變成造出以及在墳丘周邊興建神社來作祭壇之用:91-93。
山尾幸久也提到臺與在神功皇后攝政66年（266年）派遺使者向西晉朝貢時，在同年冬至前往在委粟山（現中華人民共和國河南省洛陽市伊濱區禹宿谷堆）搭建而成的前方後圓形兩層壇兆，觀看了晉武帝祭祀其父晉文帝、祖父晉高祖以及昊天上帝的儀式，西晉當時的郊祀是皇帝獨自在按丘陵地形自然建成的方形和圓形混合祭壇上祭天和祭祖，指出使者在返回日本後，前方後圓墳才在3世紀中葉開始突然出現:18-33:88-94。
此外，河內良弘引用由方式濟所著的《龍沙紀略》中提到的「以碎石逐體，薄掩之」，並且將其稱為「人形碎石墳」，指出其類似於前方後圓墳，亦提到前方後圓墳是以其為原型為基礎巨大化的結果，為古代人創意的產物:18-33:88-94。藤澤一夫則指出前方後圓墳源於打虎亭漢墓，早期前方後圓墳大多為豎穴式石室則是受到朝鮮半島的影響，樋口隆康則認為起源於馬王堆漢墓，重松久明批評其主張，指出其更接近新羅的雙墓，要說接近的話更像諾彥烏拉墓地，與此同時梅原末治和鈴木治均認為前方後圓墳與諾彥烏拉墓地有關:77-82，並且主張前方後圓墳是源於道教的天圓地方，以打虎亭漢墓等為基礎而建成:30。
- 瀨田遺跡的圓形周溝墓
- 纏向石塚古墳（日语：纒向石塚古墳）
- 箸墓古墳（日语：箸墓古墳）

其四是彌生時代相關說法，金關恕認為前方後圓墳原本是彌生時代的祭祀場地:30。近藤義郎則提出前方後圓墳源於彌生墳丘墓，其中前方部分便是源於四隅突出型墳丘墓的突出部分，其後前方後圓墳傳遍日本各地，形成前方後圓墳秩序:214-216、262，栃木縣埋藏文化中心稱前方後圓墳源於彌生時代墳墓，指出當時的古墳四周被周壕所包圍，僅留有一處連接陸地與古墳，稱為陸橋，並且在其附近發現祭典用的土器，其後陸橋逐漸擴建，最後形成前方後圓墳，並且稱這是目前有力的說法。2016年5月12日，奈良文化財研究所在奈良縣橿原市的瀨田遺跡發現了一座圓形周溝墓，並且指出前方後圓墳是自這座墳墓開始經過纏向石塚古墳演變成箸墓古墳，石野博信認為這座圓形周溝墓可能就是前方後圓墳的原點之一。
此外，還有兩墳結合說法，清野謙次在1906年提出前方後圓墳是主墳與陪葬墓各自發展，最終合二為一而成。尼爾·戈登·門若則認為日本人喜歡三角形，通過結合三角墳與圓墳而造就了前方後圓墳。此外，梅原末治也承襲威廉·戈蘭德的說法指出前方後圓墳是由圓墳和方墳結合而成。齋藤忠與濱田耕作則提出了前方後圓墳是根據丘陵地勢而自然而成的說法，濱田後來撤回這項說法，茂木雅博也認為這與尼爾·戈登·門若的說法均缺乏說服力，並且稱清野和梅原的說法難以考證，只是承襲了當時的學說:18-33:88-94。

## 歷史
3世紀中葉後，西日本開始出現大規模的前方後圓墳，近畿地方的例子有奈良縣櫻井市的箸墓古墳、京都府木津川市的椿井大塚山古墳，中國地方以及九州地方則有岡山縣岡山市的浦間茶臼山古墳和福岡縣苅田町的石塚山古墳等等，同時期出現的還有前方後方墳，例如京都府向日市的元稻荷古墳以及岡山市的湯迫車塚古墳等等，其中最大規模的便是箸墓古墳，墳丘全長達280米左右，與彌生時代後期最大的約80米的楯築墳丘墓相比還要大三倍有多，面積和容量也遠超後者。
墳形呈前方後圓的墳丘墓雖然在彌生時代便早已散見於日本各地，早期的前方後圓墳的墓室形態基本上都是豎穴式石室內安置割竹形木棺，這與彌生時代墳丘墓存在差異，而且早期的前方後圓墳均存在共同的特徵，例如與後圓部分相比較低且寬如撥一樣的前方部分，陪葬品的組合與位置也如出一徹，棺內安放了玉類和鏡，棺外則是大量的三角緣神獸鏡、鐵製的武器類、農具和漁具等等。對此白石太一郎認為當時以邪馬台國為首的畿內以及瀨戶內海的各勢力結成了同盟，並且通過擊敗控制玄界灘一帶的奴國和伊都國等勢力來取得來自朝鮮半島的鐵以及各類文物:36-41:15-19。
另一方面，近藤義郎也提到在平地興建的前方後圓墳大多井井有條，墳丘也是在逐層鞏固下興建而成，並且考慮到墳丘的斜度和勾配等來建造圓堆形的墳丘，加上來自中國大陸的銅鏡以及從同時期的《魏志倭人傳》可以得知當時兩國有過交流，故此推測早期前方後圓墳的出現很有可能是受到來自中國大陸的土木工程技術所帶來的影響，政治思想方面的影響則反映在各同盟成員一同以建造前方後圓墳作為盟約的證明方面:260-263。
與此同時，在東日本亦存在與纏向石塚古墳同時期的前方後圓墳神門5號墳、4號墳和3號墳，其中5號墳為東日本歷史最早的古墳，顯示當時上總地區與邪馬台國可能存在關連。4世紀時，東海地方、北陸地方、關東地方以及東北地方南部均是以前方後方墳為主，在兩至三代後才逐漸變成前方後圓墳。對此，白石太一郎指出雖然《古事記》和《日本書紀》提到四道將軍與日本武尊等人通過多次東征來將東日本併入倭王權的版圖，但是他認為實際上是位於濃尾平原的狗奴國在東日本形成了以前方後方墳為主的同盟，並且在卑彌呼死後與邪馬台國的戰鬥中失利或在邪馬台國的主導下議和，最終狗奴國的同盟與邪馬台國的同盟融為一體，形成倭王權，然後以前方後圓墳和前方後方墳來區分東西日本的首長。4世紀末至5世紀，現在的群馬縣開始出現太田天神山古墳般的大型前方後圓墳，現在山梨縣、茨城縣和千葉縣等地也相繼有大型前方後圓墳建成:68-69:12-13。
- 佐紀盾列古墳群（日语：佐紀盾列古墳群）
- 古市古墳群
- 百舌鳥古墳群中的大仙陵古墳

4世紀中葉後，從原本以奈良盆地東南面大和的大和古墳群以及柳本古墳群為重心的大王墓逐漸轉移至北面曾布的佐紀盾列古墳群，原本大和最後的大型前方後圓墳則是行燈山古墳和澀谷向山古墳。大王墓的重心在5世紀再次轉移至大阪平原的古市古墳群以及百舌鳥古墳群:110-115。關於這些大型前方後圓墳多次轉移的理由，根據對於《古事記》以及《日本書紀》的研究，日本學界提出王朝交替說以及騎馬民族征服王朝說等觀點來解釋:142-146。
另一方面，廣瀨和雄提出佐紀、古市、百舌鳥以及馬見古墳群在結構上類同，並且在4世紀末至5世紀後半，由四座古墳群的首長共同擔當大和王權的一角，死後則神化為大和王權的守護神，亦提出興建大型前方後圓墳有震懾各地的效果。與此同時在5世紀後半，吉備、上毛野和日向等地未有繼續興建大型前方後圓墳，畿內的葛城地區的前方後圓墳規模亦逐漸縮小。根據記紀、稻荷山古墳出土的鐵劍以及江田船山古墳出土的大刀的銘文記載，當時雄略天皇以治天下大王自居，其權威則反映在日本列島內只有他繼續興建大型前方後圓墳之上:148-150。
6世紀，畿內系橫穴式石室開始在前方後圓墳普及化:125。與此同時，攝津、尾張、宇治以至關東地方開始出現大型前方後圓墳，這些地方被認為是擁立繼體天皇的勢力的根據地，其中上野的前方後圓墳的數目特別多，與同時期畿內僅有39座前方後圓墳相比，僅上野便已經有97座，關東地方則是216座，在畿內和尾張等地都縮小的情況下，只有關東地方在整個6世紀均持續興建大型前方後圓墳，這顯示當時大和王權無論在經濟還是軍事方面都非常倚賴當時的東國:169-171、178-181。6世紀末至7世紀初，大型的方墳和圓墳取代了前方後圓墳成為主流，7世紀中葉則再演變成八角墳:250-252、263。對於前方後圓墳停止興建的原因，白石太一郎認為是與聖德太子和蘇我馬子等人的改革以及國造制的成立有關:243:190-191，而最後的前方後圓墳則被認為是淺間山古墳，榮町稱古墳建於7世紀前半。

## 結構
- 前期古墳（五社神古墳）
- 中期古墳（仲津山古墳（日语：仲ツ山古墳））
- 後期古墳（斷夫山古墳（日语：断夫山古墳））

前方後圓墳分為前方部分、後圓部分和中間細部。都出比呂志認為前方部分源於彌生時代的墳丘墓的突出部分（張り出し部）:9-11，最早期的前方部分呈撥形的曲線，後來的前方部分的外圍則全部成直線，代表的古墳有箸墓古墳。其後，前方部分的高度變低，中間細部則變小，形狀如手鏡，故又稱為柄鏡形，代表古墳有櫻井茶臼山古墳。寶來山古墳的前方部分高度就如櫻井茶臼山古墳，中間細部則更大，沒有周壕，而墓室形態則為粘土槨或豎穴式石室。這些前期古墳多數位於丘陵的突出部分、山脊或台地的邊緣位置，扇貝形古墳也帶有前期古墳的特色，因此有些意見認為扇貝形古墳在廣義上與前方後圓墳無異。
與寶來山古墳同時期，以佐紀陵山古墳為首的古墳的前方部分則較短。其後，前方後圓墳的中期古墳多建於平地或廣闊的台地，前方部分較寬，可媲美後圓部分的直徑，而且可供出入，亦有當成墓室之用，高度亦有所增加，中間細部則建有造出，外圍亦建有呈馬蹄形的多重周濠。這類前方後圓墳不單數目眾多，而且規模龐大，代表古墳有譽田御廟山古墳。僅接又出現了前方部分較長的前方後圓墳，代表古墳是大仙陵古墳。前方後圖墳的最終形態為後期古墳，無論是丘陵和平地均有其蹤影，前方部分較高，寬度亦遠超後圓部分的直徑，內部則多是橫穴式石室。以土師御陵古墳為首的這類古墳結合了譽田御廟山古墳和大仙陵古墳的特徵，平均來說與譽田御廟山古墳類型的古墳相比較長。後期古墳的墳丘在畿內的規模普遍縮小，其他地方則依然維持興建大型前方後圓墳的做法。

## 分佈
根據廣瀨和雄的說法，日本總共有約5,200座前方後圓墳（包括前方後方墳），分佈於北海道、北東北和沖繩縣外的日本各地，而墳長超過100米以上的就有302座，其中140座位於大和、河內、和泉、攝津和山城（畿內），遠超排在第二的上野以及第三的吉備。與此同時，超過200米的前方後圓墳僅35座，其中32座均位於畿內，例外的三座分別是位於吉備的造山古墳、作山古墳以及位於上野的太田天神山古墳:90。
另一方面，奈良女子大學的前方後圓墳數據庫給出的數字則是4,764座，分佈在除了北海道、秋田縣、青森縣和沖繩縣外的日本各地，墳長超過100米以上的有306座，超過200米的則是36座，最多前方後圓墳的都道府縣則是千葉縣，總共有693座，有分佈而最少的都道府縣則是岩手縣，僅一座，即角塚古墳，同時為日本最北的前方後圓墳，最南的則是鹿兒島縣肝屬郡肝付町的花牟禮古墳。此外，舊令制國內沒有前方後圓墳的只有淡路國、伊豆國和佐渡國。

### 註解
1. ↑  宮車是指天子與皇族所乘坐的車輛[18]。
2. ↑  車蓋是指「車上的傘蓋」[19]。
3. ↑  轅是指「車前用來套駕牲畜的兩根直木，左右各一。」[20]。
4. ↑  重松明久認為難以想像當時有在使用宮車，因此這說法並不可信[23]:89。
5. ↑  壇兆是指「舉行祭禮的地方。」[25]。
6. ↑  雙墓又稱雙圓墳、瓢形墳，顧名思義由兩座圓墳結合而成的古墳，是一種日本不常見的古墳形態[27]。